# 橫塘河
橫塘河是位於香港梅窩，鄰近銀河並流入銀礦灣的河流。

## 上游

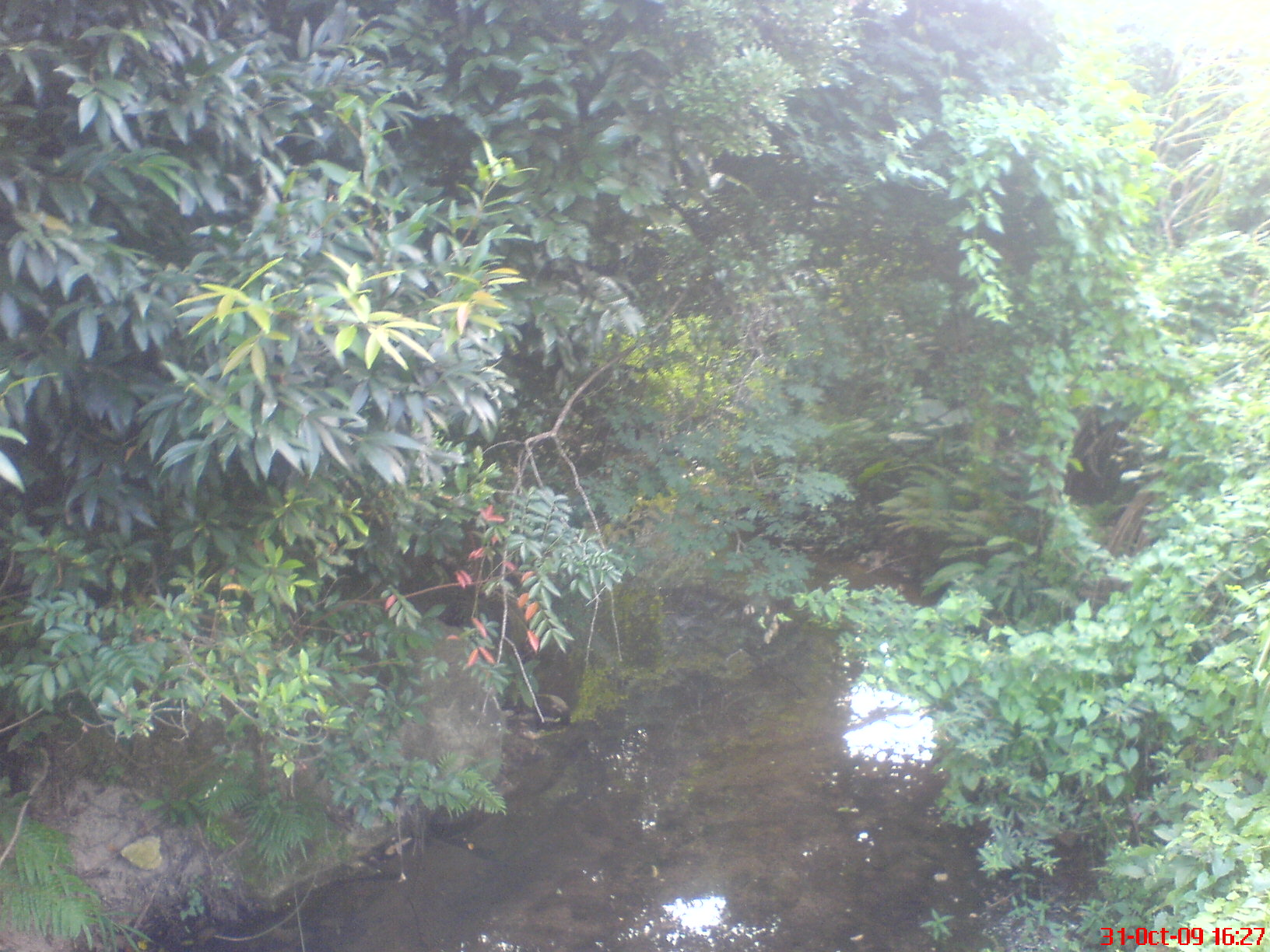
橫塘河中上游，位於熱帶密林的溪流。

橫塘河上游由數條支流組成，大都發源於禾上坳。

## 中游
橫塘河中游位於海平面以上低於10米地區，由密林進入石屎水道，兩傍是民居或度假屋。

## 下游

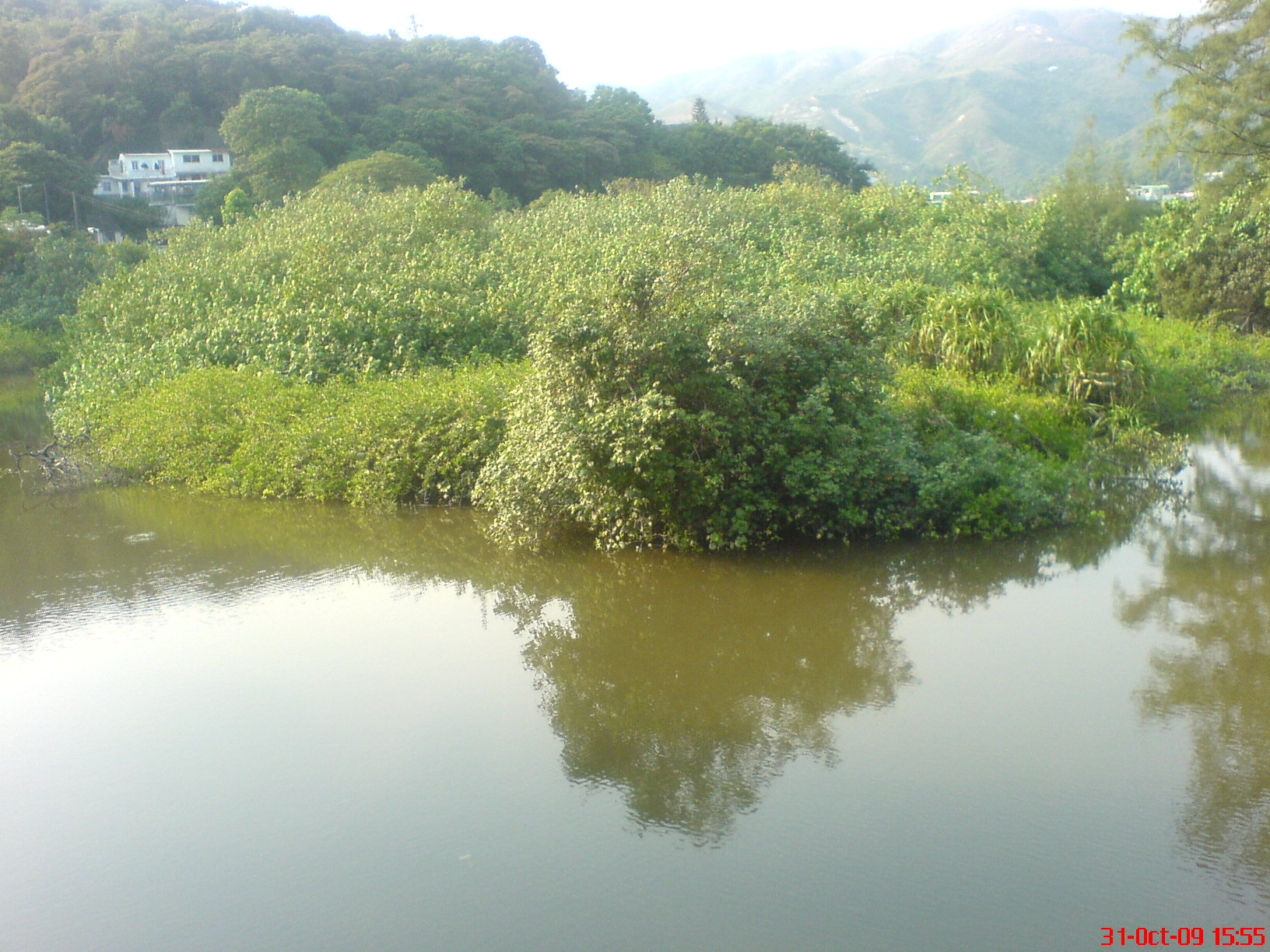
橫塘河出海口近銀礦灣泳灘的紅樹林，具生態價值。

橫塘河下游比較寬闊，分為兩條水道，水道間為紅樹林，高海平面僅3米，除植物外，也吸引很多魚類覓食。河流近出口之上有一條石橋連接銀礦灣泳灘北半和南半及銀礦灣酒店。橫塘河於近泳灘處突然收窄和變淺，曾產生類似三角洲的地理特徵。

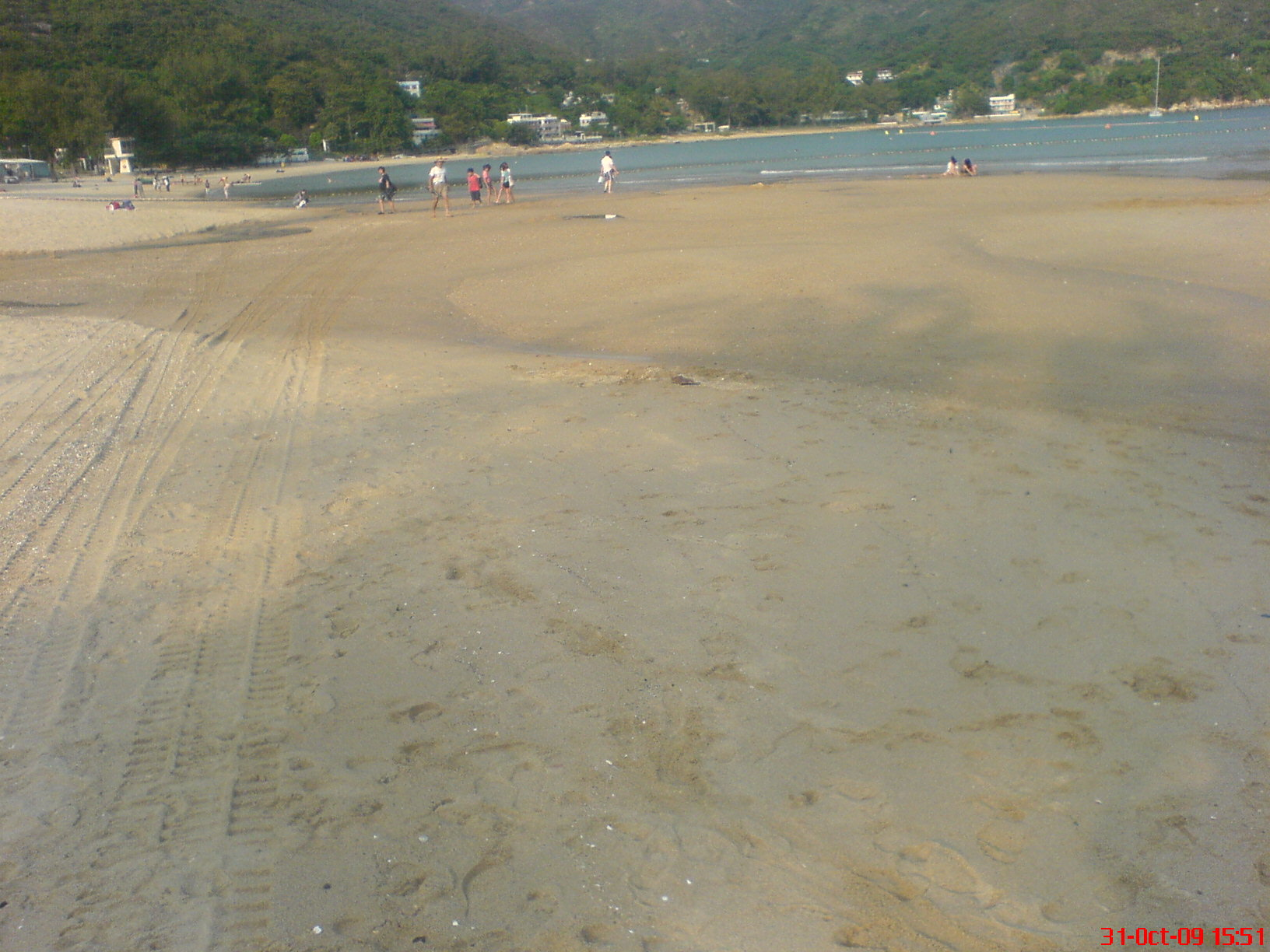
橫塘河出海口近銀礦灣泳灘的三角洲，吸引不少泳客在此耍樂。